# Anthony Camara
Anthony Camara, född 4 september 1993 i Toronto, Ontario, är en kanadensisk professionell ishockeyspelare som spelar för HK Neftechimik Nizjnekamsk i Kontinental Hockey League.
Säsongen 2019/20 spelade han för HV71 i Svenska Hockeyligan.